# Terpinéol
Les terpinéols, ou terpinols ou encore terpinoles, sont des alcools monoterpéniques (monoterpénols) monocycliques insaturés de formule brute C10H18O. La plupart de ces monoterpénoïdes se trouvent dans l'huile essentielle de pins et d'autres arbres ainsi que dans des plantes (lavande, genévrier, livèche et marjolaine, notamment). Il existe plusieurs isomères.

## Isomères
| Terpinéols       |                     |                     |             |             |             |             |             |
| Nom de l'isomère | (R)-(+)-α-terpinéol | (S)-(−)-α-terpinéol | β-terpinéol | γ-terpinéol | δ-terpinéol | 1-terpinéol | 4-terpinéol |
| Structure        |                     |                     |             |             |             |             |             |
| Numéro CAS       | 7785-53-7           | 10482-56-1          | 138-87-4    | 586-81-2    | 7299-42-5   | 586-82-3    | 562-74-3    |
| Numéro PubChem   | 442501              | 443162              | 8748        | 11467       | 81722       | 11468       | 11230       |

Ces composés sont des monoalcools tertiaires. Les terpinéols sont formés par l'hydratation des pinènes, en catalyse acide.

## Utilisation
La dénomination « terpinéol » correspond en général à un mélange d'isomères, avec comme constituant principal l'alpha-terpinéol (α-terpinéol). Le terpinéol a une odeur de muguet (essence de muguet), de lilas, de jacinthe et est utilisé dans des savons et en cosmétique.

## alpha-terpinéol
L'α-terpinéol possède (ainsi que le 1-terpinéol et le 4-terpinéol) un atome de carbone asymétrique dans son squelette cyclohexénique, donc il se présente sous la forme de deux énantiomères. Dans les huiles essentielles, l'énantiomère le plus courant de l'α-terpinéol est le (−)-α-terpinéol, de configuration (S).
Il est surtout préparé par synthèse, une méthode industrielle courante consiste à la déshydratation partielle de la terpine.

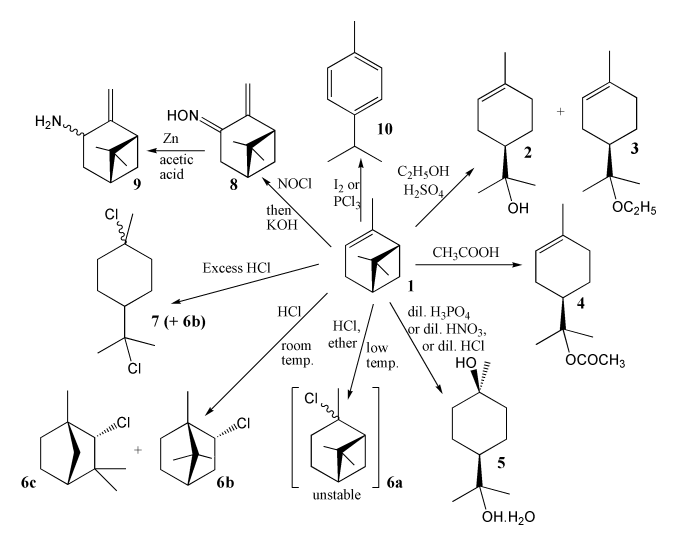
L'α-terpinéol (2) et la terpine (5) peuvent être synthétisés à partir de l'α-pinène.

### Activité anti-inflammatoire et anti-douleur
L'α-terpinéol (extrait des huiles essentielles de C. japonica et de C. maxima) présente une forte activité anti-inflammatoire. En modèle murin son activité antihypernociceptive (réduction de la sensibilité à la douleur) est démontrée, il inhibe les cytokines inflammatoires, administré à 100 mg/kg il atténue la douleur neuropathique (sciatique) par la suppression des cellules microgliales et la réduction des niveaux de cytokines inflammatoires dans la moelle épinière. 